# Аткинсон, Терри
Терри Аткинсон (Terry Atkinson, 1939, Thurnscoe, Йоркшир, Англия) — английский художник, был одним из основателей двух наиболее влиятельных групп в современном западном искусстве — Fine-Artz и Искусство и язык.

## Биография
Терри Аткинсон родился в 1939 в Thurnscoe, Йоркшир, Англия, учился в Школе искусств Барнсли и в Школе изобразительных искусств Слейда (Slade School of Fine Art) в Лондоне. В 1963 Аткинсон стал одним из основателей группы Fine-Artz. Первая выставка художника прошла в Architectural Association в Лондоне в 1967. Также в 1967 Терри Аткинсон начал преподавать искусство в Школе искусств Ковентри (Coventry School of Art), в то же время создавая концептуальные работы, иногда в сотрудничестве с Майклом Болдуином (Michael Baldwin). В 1967—1968 они вместе с Гарольдом Харрелом (Harold Hurrell) и Дэвидом Бэйнбриджем (David Bainbridge), который также преподавал в Ковентри, организовали группу Искусство и язык, оказавшую значительное влияние на художников в Великобритании и США.
Терри Аткинсон закончил преподавать в Ковентри в 1973, в следующем году он покинул «Искусство и язык». С тех пор Аткинсон выставлялся под своим именем, включая участие в Венецианской биеннале в 1984. В 1985 он был номинирован на Премию Тернера.
Начиная с 2003 Аткинсон преподает искусство в Университете Лидса...